# Time Records (Italodisco)
Time Records is een onafhankelijk Italiaans platenlabel, dat Italodisco, house en popmuziek uitbrengt. Het werd in 1984 in Brescia opgericht door Giacomo Maiolini en groeide in de tweede helft van de jaren tachtig en in de jaren negentig uit tot een van de meest toonaangevende labels op het gebied van italodisco. Sublabels zijn Rise Records (of Riserec, sinds 1998) en Oxyd Records (sinds 1999).
Artiesten die op Time Records en zijn sublabels (in Italië) zijn uitgekomen zijn onder meer Caro Emerald, Mads Langer, DJ Dado, O-Zone, Yolanda Be Cool, The Temper Trap, Brooke Fraser, Mousse T., Alex Gaudino, Avicii, Dirty South en Robbie Rivera.